# Machiel Ittmann
Machiel Ittmann (Amsterdam, 25 februari 1969) is een Nederlands triatleet en langlaufer uit Hilversum. Hij werd eenmaal Nederlands kampioen wintertriatlon en meerdere malen Nederlands kampioen langlaufen.

## Titels
- Nederlands kampioen wintertriatlon: 2002
- Nederlands kampioen langlaufen combi-sprint: 2002
- Nederlands kampioen langlaufen klassiek: 2000, 2001, 2002, 2004, 2006
- Nederlands kampioen langlaufen marathon: 2005

## Palmares

### triatlon
- 1996:  NK lange afstand in Almere - 8:17.29
- 1997:  NK lange afstand in Almere - 8:20.11
- 1998:  NK lange afstand in Almere - 8:35.07
- 1998: 10e Strongman all Japan triatlon
- 1998: 27e Ironman Europe in Roth
- 1999: 8e triatlon van Almere - 8:16.30
- 2001:  NK middenafstand in Nieuwkoop - 4:06.04
- 2001:  NK lange afstand in Almere - 8:32.15
- 2002:  NK lange afstand in Almere - 8:55.19
- 2003:  triatlon Villa Cidro
- 2004: 16e Ironman Switzerland
- 2004: 103e Ironman Hawaï - 10:02.09
- 2005: 7e triatlon van Almere - 8:40.45

### wintertriatlon
- 2002:  NK in Assen - 5:25.12
- 2003: 16e wintertriatlon in Freudenstadt
- 2003:  wintertriatlon in Inzell
- 2003:  NK in Assen - 5:30.07
- 2005:  NK in Assen - 2:31.41
- 2005:  wintertriatlon Inzell

### offroad triatlon
- 2005: 7e NK

### langlaufen
- 2000:  NK klassiek
- 2001:  NK klassiek
- 2002:  NK klassiek
- 2002:  NK combi-sprint
- 2004:  NK klassiek
- 2005:  NK combi-sprint
- 2005:  NK klassiek
- 2005:  NK 15km
- 2005:  NK marathon
- 2006:  NK klassiek

### wielrennen
- 2006:  Alpe d'HuZes